# Dapanoptera cermaki
Dapanoptera cermaki är en tvåvingeart som först beskrevs av Günther Theischinger 1996.  Dapanoptera cermaki ingår i släktet Dapanoptera och familjen småharkrankar. Inga underarter finns listade i Catalogue of Life.